# Vaccinium continuum
Vaccinium continuum är en ljungväxtart som beskrevs av Luteyn och Pedraza. Vaccinium continuum ingår i Blåbärssläktet, och familjen ljungväxter. Inga underarter finns listade i Catalogue of Life.